# Papa Pio XII e a Resistência Alemã

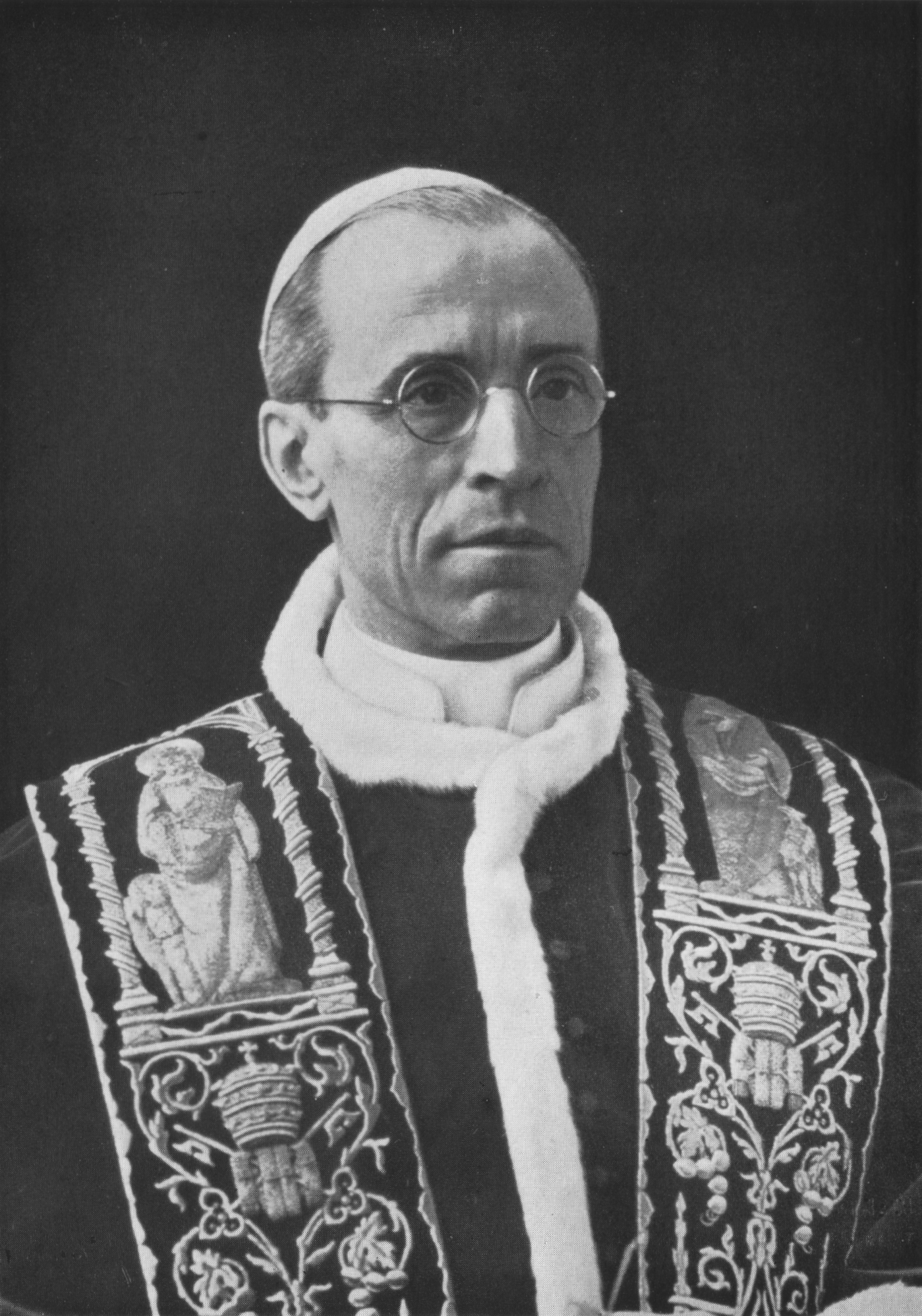
O Papa Pio XII atuou secretamente como intermediário entre a Resistência Alemã e os Aliados, durante os preparativos para o golpe.

Durante a Segunda Guerra Mundial, o Papa Pio XII manteve vínculos com a Resistência alemã contra o regime nazista de Adolf Hitler. Embora permanecesse publicamente neutro, Pio XII aconselhou os britânicos em 1940 sobre a disposição de certos generais alemães de derrubar Hitler se pudessem garantir uma paz honrosa, prestou assistência à resistência alemã no caso de um golpe e alertou os Aliados sobre a planejada Invasão Alemã dos países baixos em 1940. Os nazistas consideraram que o papa havia praticado atos equivalentes à espionagem. 

## Contexto
O Exército era a única organização na Alemanha com capacidade de derrubar o governo; de dentro dela, um pequeno número de oficiais passou a apresentar a ameaça mais séria colocada ao regime nazista. O Ministério das Relações Exteriores e o Abwehr (Inteligência Militar) do Oberkommando der Wehrmacht (Comando Supremo das Forças Armadas) também forneceram apoio vital ao movimento. A expulsão dos militares por Hitler em 1938 foi acompanhada por um aumento da militância na nazificação da Alemanha, uma intensificação acentuada da perseguição dos judeus e ousadas explorações de política externa. Com a Alemanha à beira da guerra, surgiu então a Resistência alemã.
Pio XII assumiu o papado em 1939. Na preparação para a guerra, ele procurou agir como um intermediário da paz. Como a Santa Sé havia feito durante o pontificado de Bento XV (1914–1922) durante a Primeira Guerra Mundial, o Vaticano, sob Pio XII, seguiu uma política de neutralidade diplomática durante a Segunda Guerra Mundial. Pio XII, como Bento XV, descreveu a posição como "imparcialidade", em vez de "neutralidade". As relações de Pio XII com o Eixo e as forças aliadas podem ter sido imparciais, mas no início da guerra ele compartilhou informações com os aliados sobre a resistência alemã e a invasão planejada dos países baixos e pressionou Mussolini a permanecer neutro.

## Papa e resistência
Com a Polônia invadida mas a França e os Países Baixos ainda a serem atacados, a Resistência alemã queria a ajuda do Papa na preparação de um golpe de Estado para expulsar Hitler.  O coronel Hans Oster, vice-chefe do departamento de contra-espionagem alemão (Abwehr), foi uma figura-chave na oposição militar alemã a Hitler. Ele passou informações aos holandeses sobre uma invasão planejada dos Países Baixos em novembro de 1939 e apoiou o general Ludwig Beck na instrução do oficial da Abwehr Josef Müller a ir a Roma para avisar os Aliados, através do Papa, da invasão planejada. Müller foi enviado na viagem clandestina a Roma para buscar assistência papal na conspiração em desenvolvimento pela oposição militar alemã para expulsar Hitler. 

### Missão Josef Müller
No inverno de 1939-1940, o advogado bávaro e oficial da reserva 'Abwehr', Josef Müller, atuando como emissário da antiga oposição militar alemã contra Hitler, centrou-se no general Franz Halder, chefe do estado-maior do exército alemão, entrou em contato com Monsenhor Ludwig Kaas, o líder exilado do partido católico alemão Zentrum, em Roma, na esperança de usar o papa como intermediário para entrar em contato com os britânicos. Kaas colocou Müller em contato com o padre Robert Leiber, que pediu pessoalmente ao papa que transmitisse as informações sobre a resistência alemã aos britânicos. Müller conhecia o papa desde seu tempo de núncio em Munique e eles mantiveram contato. O secretário particular do papa, Robert Leiber, atuou como intermediário entre Pio e a resistência. Ele se encontrou com Müller, que visitou Roma em 1939 e 1940.

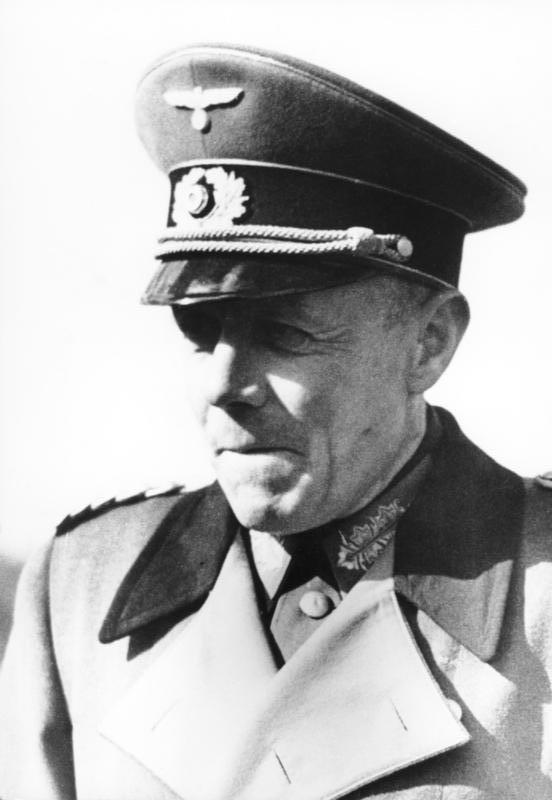
O coronel general Ludwig Beck, uma figura-chave da Resistência alemã, aconselhou secretamente o papa de conspirações contra Hitler através de emissários.

### Conspiração contra Hitler
O Vaticano considerou Müller um representante do coronel-general Ludwig Beck e concordou em oferecer o mecanismo para mediação. Oster, Wilhelm Canaris e Hans von Dohnányi, Backe Beck, disseram a Müller para pedir a Pio XII que averiguasse se os britânicos entrariam em negociações com a oposição alemã que queria derrubar Hitler. Os britânicos concordaram em negociar se o Vaticano poderia garantir o representante da oposição. Pio XII, comunicando-se com Francis d'Arcy Osborne, da Grã-Bretanha, canalizou as comunicações em sigilo. O Vaticano concordou em enviar uma carta delineando a base para a paz com a Inglaterra, e a participação do Papa foi utilizada para tentar persuadir os generais alemães Halder e Brauchitsch a agirem contra Hitler.
As negociações eram tensas, com uma ofensiva ocidental esperada e com base em que negociações substantivas exigiam a substituição do regime de Hitler. Hoffmann escreveu que, quando o incidente em Venlo pararam as conversações, os britânicos concordaram em retomar as discussões principalmente por causa dos "esforços do Papa e do respeito em que ele foi mantido. Chamberlain e Halifax atribuíram grande importância à disponibilidade do Papa para mediar". Pio XII, sem oferecer um aval, informou Osbourne a 11 de Janeiro de 1940 que a oposição alemã tinha dito que uma ofensiva alemã estava planeada para fevereiro, mas que poderia ser evitada se os generais alemães pudessem ser assegurados da paz com a Grã-Bretanha, em termos não punitivos. Se isso pudesse ser assegurado, eles estariam dispostos a mudar para substituir Hitler. O Papa admitiu "desconforto" no seu papel de mediador, mas aconselhou que os alemães envolvidos não eram nazistas. 
O governo britânico tinha dúvidas quanto à capacidade dos conspiradores. A 7 de fevereiro, o Papa atualizou Osbourne que a oposição queria substituir o regime nazista por uma federação democrática, mas esperava manter a Áustria e os sudetos. O governo britânico não se comprometeu e disse que embora o modelo federal fosse de interesse, as promessas e fontes da oposição eram demasiado vagas. No entanto, a resistência foi encorajada pelas conversações, e Müller disse a Leiber que um golpe de Estado iria ocorrer em fevereiro. Pio XII parecia continuar a esperar um golpe de Estado na Alemanha até março de 1940.

### Papa alerta sobre invasão iminente
Em 3 de maio, Müller disse a Leiber que a invasão da Holanda e da Bélgica era iminente, que a Suíça também poderia ser atacada e que os paraquedistas provavelmente seriam enviados. Em 4 de maio de 1940, o Vaticano aconselhou o enviado holandês ao Vaticano que os alemães planejavam invadir a França através da Holanda e da Bélgica em 10 de maio.
Com a bênção do Papa, o Vaticano enviou uma mensagem de rádio codificada aos seus núncios em Bruxelas e Haia. As mensagens foram interceptadas pelos nazistas, e Canaris foi instruído a investigar seu próprio vazamento. Canaris então ordenou que Müller voltasse a Roma para investigar a fonte do vazamento.
Em 6 de maio, o papa discutiu o ataque iminente com o filho do rei italiano, o príncipe herdeiro Umberto, e sua esposa, a princesa Maria José. Umberto perguntou a Mussolini sobre o plano e lhe disseram que era falso, mas Maria José aconselhou seu irmão rei Leopoldo III da Bélgica e, por sua vez, foi aconselhada pelo embaixador belga de que a ideia era um pedaço de desinformação, espalhada por um espião alemão. Segundo Peter Hebblethwaite, os alemães "consideravam o comportamento do Papa equivalente à espionagem".
Hitler recebeu dois telegramas decodificados enviados a Bruxelas pelo embaixador belga no Vaticano em 7 de maio, mas não foi dissuadido de sua intenção de invadir. Alfred Jodl observou em seu diário que os alemães sabiam que o enviado belga ao Vaticano havia sido avisado e que o Führer estava muito agitado com o perigo de traição. A invasão alemã dos Países Baixos ocorreu em 10 de maio, e a Bélgica, a Holanda e o Luxemburgo foram rapidamente dominados.
Pio XII então desagradou ainda mais as potências do Eixo enviando condolências aos soberanos da Bélgica, Holanda e Luxemburgo, e Giovanni Montini (mais tarde Papa Paulo VI) observou que, quando desafiado pelo embaixador italiano, Pio XII respondeu que não se intimidaria com ameaças e "não teria o menor medo de cair em mãos hostis ou ir a um campo de concentração".

### Após a queda da França
Após a queda da França, as iniciativas de paz continuaram a emanar do Vaticano, bem como da Suécia e dos Estados Unidos, aos quais Churchill respondeu resolutamente que a Alemanha primeiro teria que libertar seus territórios conquistados. As negociações acabaram sendo infrutíferas. As rápidas vitórias de Hitler sobre a França e os Países Baixos esvaziaram a vontade dos militares alemães de resistir a Hitler.
As atividades do grupo de resistência da Inteligência Militar de Abwehr em torno de Hans Oster ficaram sob vigilância da Gestapo em 1942, e Himmler estava ansioso por encerrar o serviço de segurança rival. Dohnanyi, preso em abril de 1943, tinha documentos em sua mesa destinados a serem transmitidos a Roma por Müller, para atualizar o Vaticano sobre os reveses enfrentados pela Resistência. Müller foi preso, assim como Dietrich Bonhoeffer e sua irmã, Christel Dohnanyi. Oster foi abaixado e colocado em prisão domiciliar. Müller passou o resto da guerra em campos de concentração, terminando em Dachau.
O ataque marcou um duro golpe para a Resistência, que havia iniciado os preparativos para o atentado de 20 de julho de 1944, em meio a crescente apoio à sua causa e perspectivas cada vez menores de vitória da Alemanha na guerra. Após as prisões, a primeira ordem de Beck foi que um relato dos incidentes fosse enviado ao papa. Hans Bernd Gisevius foi enviado no lugar de Müller para aconselhar sobre os desenvolvimentos e se encontrou com Leiber.

## 40em
1. ↑  John Toland; Hitler; Wordsworth Editions; 1997 Edn; p. 760
2. ↑  William L. Shirer; The Rise and Fall of the Third Reich; Secker & Warburg; London; 1960; pp. 648–49
3. ↑  Joachim Fest; Plotting Hitler's Death: The German Resistance to Hitler, 1933–1945; Weidenfeld & Nicolson 1996 p. 131
4. ↑  Anton Gill; An Honourable Defeat; A History of the German Resistance to Hitler; Heinemann; London; 1994; p.2
5. ↑  Anton Gill; An Honourable Defeat; A History of the German Resistance to Hitler; Heinemann; London; 1994; p.4
6. ↑  Theodore S. Hamerow; On the Road to the Wolf's Lair - German Resistance to Hitler; Belknap Press of Harvard University Press; 1997; ISBN 0-674-63680-5; pp.217-219
7. ↑  Encyclopædia Britannica Online - Pius XII 2 May 2013
8. ↑  Encyclopædia Britannica Online - Pius XII; web 2 May 2013
9. 1 2  John Toland; Hitler; Wordsworth Editions; 1997 Edn; p.760
10. ↑  Martin Gilbert; Second World War; Butler & Tanner Ltd; 1989; pp 58-59
11. ↑  Owen Chadwick; Britain and the Vatican During the Second World War; Cambridge University Press; 1988; pp. 86-87
12. ↑  Owen Chadwick; Britain and the Vatican During the Second World War; Cambridge University Press; 1988; p. 87
13. ↑  Robert Ventresca, Soldier of Christ, p.159
14. 1 2  Peter Hoffmann; The History of the German Resistance 1933-1945; 3rd Edition (First English Edition); McDonald & Jane's; London; 1977; p.161 & 294
15. 1 2  Peter Hoffmann; The History of the German Resistance 1933-1945; 3rd Edn (First English Edn); McDonald & Jane's; London; 1977; p.160
16. ↑  William L. Shirer; The Rise and Fall of the  Third Reich; Secker & Warburg; London; 1960; p648-9
17. ↑  Peter Hoffmann; The History of the German Resistance 1933-1945; 3rd Edn (First English Edn); McDonald & Jane's; London; 1977; p.160-163
18. 1 2 3  Peter Hebblethwaite; Paul VI, the First Modern Pope; HarperCollinsReligious; 1993; p.143
19. ↑  William L. Shirer; The Rise and Fall of the Third Reich; Secker & Warburg; London; 1960; p. 716
20. ↑  Martin Gilbert; Second World War; Butler & Tanner Ltd; 1989; p 59
21. ↑  Martin Gilbert; Second World War; Butler & Tanner Ltd; 1989; p. 59
22. ↑  William L. Shirer; The Rise and Fall of the Third Reich; Secker & Warburg; London; 1960; p. 719
23. ↑  Peter Hebblethwaite; Paul VI, the First Modern Pope; HarperCollinsReligious; 1993; p.144
24. ↑  William L. Shirer; The Rise and Fall of the Third Reich; Secker & Warburg; London; 1960; p. 750
25. 1 2  Joachim Fest; Plotting Hitlers Death: The German Resistance to Hitler 1933-45; Weidenfeld & Nicolson 1996 p.131
26. ↑  Peter Hoffmann; The History of the German Resistance 1933-1945; 3rd Edn (First English Edn); McDonald & Jane's; London; 1977; p.292-5